# جنباری
جنباری (به لاتین: Dhanbari) یک منطقهٔ مسکونی در بنگلادش است که در ناحیه تانگیل واقع شده‌است. جنباری ۱۳۰٫۵۰ کیلومتر مربع مساحت و ۲۰۳٬۲۸۴ نفر جمعیت دارد.